# Volba izraelského prezidenta 1963

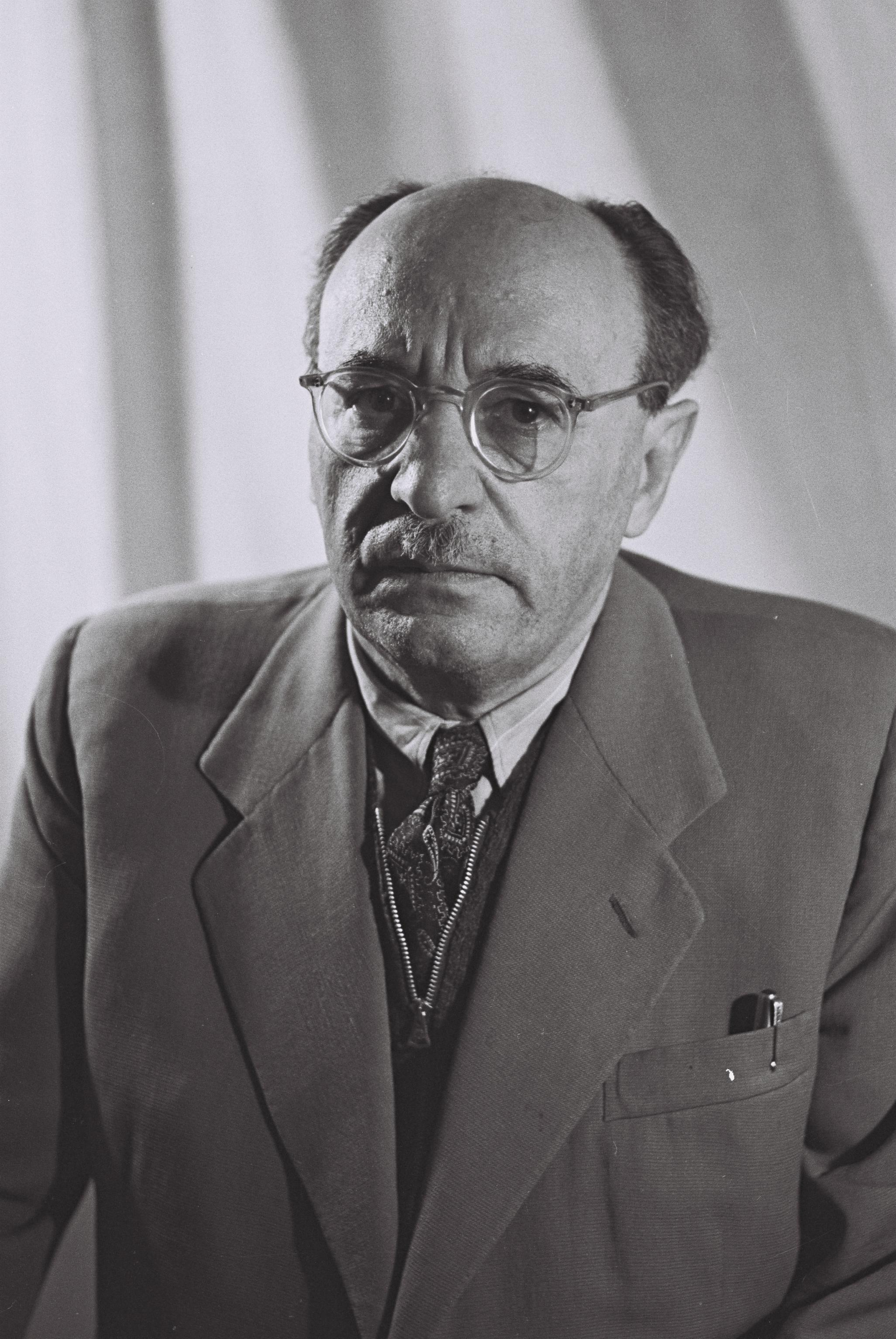
Zalman Šazar se stal vítězem těchto prezidentských voleb.

Volba třetího izraelského prezidenta se v Knesetu konala 21. května 1963 po smrti druhého prezidenta Jicchaka Ben Cvi. Vítězem voleb se stal Zalman Šazar, nominovaný za stranu Mapaj. V mezidobí, tj. od smrti Ben Cviho do inaugurace Šazara, funkci vykonával jako zastupující prezident předseda Knesetu Kadiš Luz.

## Kandidáti

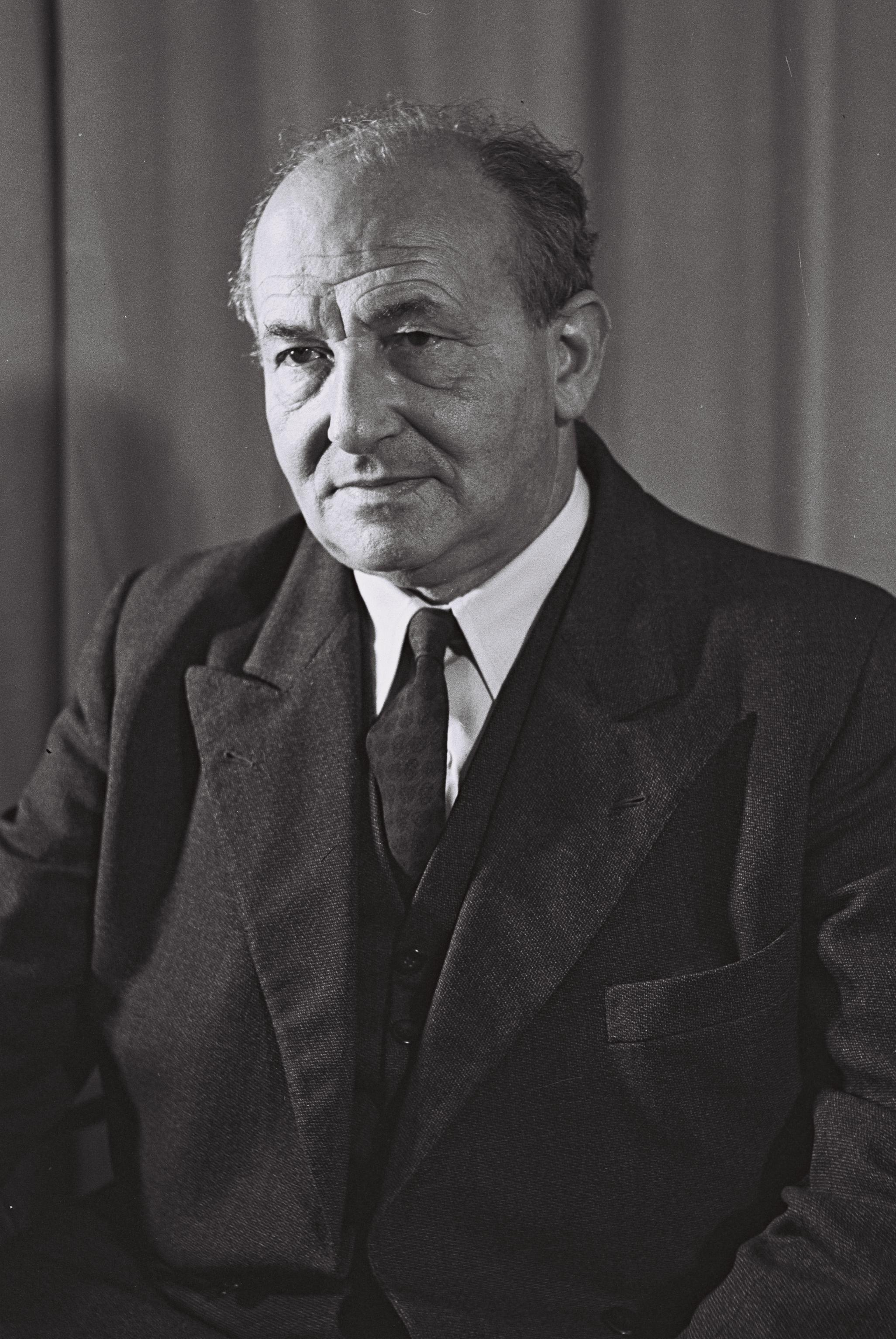
Perec Bernstein, který se s Šazarem ve volbách utkal, skončil na druhém místě.

Do voleb třetího izraelského prezidenta nastoupili celkem dva kandidáti:
- Zalman Šazar: poslanec Knesetu za Mapaj, bývalý ministr školství a redaktor deníku Davar.
- Perec Bernstein: poslanec Knesetu za Liberální stranu, bývalý ministr obchodu a průmyslu a signatář izraelské deklarace nezávislosti.

## Výsledky
Rozhodnuto bylo již v prvním kole volby, při kterém získal Šazar potřebnou většinu ve 120členném Knesetu.
| kandidát                     | strana                       | hlasů |
| ---------------------------- | ---------------------------- | ----- |
| Zalman Šazar                 | Mapaj                        | 67    |
| Perec Bernstein              | Liberální strana             | 33    |
| prázdných hlasovacích lístků | prázdných hlasovacích lístků | 7     |
| celkem                       | celkem                       | 107   |